# Doba
Doba er en by i Tchad og hovedbyen i regionen Logone Oriental. Byen havde, ifølge folketællingen i 1993, 185.461 indbyggere.
Udvinding af olie i nærheden af Doba er ventet at bringe byen økonomiske fordele.